# Всё наоборот (мультфильм, 1974)
«Всё наоборот» — советский кукольный мультфильм 1974 года, снятый по мотивам сказки Татьяны Макаровой «Мечта маленького ослика». Является продолжением мультфильма «Заветная мечта» (1972 года).

## Сюжет
Маленькому Ослику больше всего на свете хочется стать бабочкой. В безуспешных попытках добиться этого у него усложнились отношения с семьёй, и он чуть не угодил на обед Крокодилу, с которым желал подружиться и считал своей Бабушкой. Конец злоключениям положил Мотылёк, рассказавший, что его заветная мечта — стать… Осликом, у которого в жизни так много интересного.

## Создатели
- Автор сценария: Татьяна Макарова
- Режиссёр: Михаил Каменецкий
- Художники-постановщики: Анатолий Васильев, Владимир Дегтярёв
- Оператор: Владимир Сидоров
- Композитор: Игорь Космачёв
- Звукооператор: Владимир Кутузов
- Редактор: Наталья Абрамова
- Монтажёр: Галина Филатова
- Художники-мультипликаторы: Майя Бузинова, Иосиф Доукша
- Куклы и декорации: Олег Масаинов, Михаил Колтунов, Марина Чеснокова, Светлана Знаменская, Лилианна Лютинская под руководством Романа Гурова
- Директор картины: Натан Битман

### Роли озвучивали
- Ирина Мазинг — Ослик
- Лидия Катаева — Мотылёк
- Всеволод Ларионов — от автора
- Клара Румянова — Гусеница
- Владимир Осенев — Крокодил

## О мультфильме
«Всё наоборот» Михаила Абрамовича Каменецкого — об умении ценить свою оригинальность, довольствоваться собственным местом в жизни.
— Георгий Бородин: Двадцать лет и один год из жизни российской анимации